# Douglas Scott
Douglas Reginald Scott (ur. 8 kwietnia 1908 w Sevenoaks, zm. 8 listopada 1941 nad Dunkierką) – Wing Commander Royal Air Force, dowódca dywizjonu 306.

## Życiorys
Syn Roberta Thomas Scotta i Ethel Bourne Dickinson. W 1925 r. ukończył Wellington College, następnie uczęszczał do Jesus College w Cambridge. W latach 30. XX w. objął stanowisko kierownika Działu Eksperymentalnego w zakładach Armstrong Siddeley. W 1935 r. uzyskał certyfikat pilota w Midland Aero Club, następnie pełnił służbę w dywizjonie 606. W 1939 r. został powołany do służby liniowej. 
24 sierpnia 1940 r. został dowódcą eskadry w dywizjonie 605. 28 sierpnia 1940 r. został skierowany do bazy Church Fenton, gdzie objął funkcję brytyjskiego dowódcy dywizjonu 306. Jego wkład w tworzenie polskiego dywizjonu został doceniony i niedźwiedź z odznaki dywizjonu 605 stał się częścią odznaki dywizjonu 306.
26 listopada 1940 r. doznał poważnych obrażeń podczas wypadku lotniczego. Powrócił do latania bojowego i objął funkcję dowódcy Sektora Ternhill w 9 grpupie Myśliwskiej RAF. W październiku 1941 r. objął funkcję Wing Commander Flying w bazie RAF Kirton in Lindsey. Zginął 8 listopada 1941 r. podczas lotu bojowego w rejonie Dunkierki. Pilotował Supermarine Spitfire Mk II z dywizjonu 616, który został zestrzelony przez Focke-Wulf Fw 190. Został pochowany na tamtejszym cmentarzu komunalnym.

## Ordery i odznaczenia
Za swą służbę został odznaczony (pośmiertnie) Air Force Cross.